# Nobeoka
Nobeoka (延岡市 -shi) é uma cidade japonesa localizada na província de Miyazaki.
Em 2003 a cidade tinha uma população estimada em 123 202 habitantes e uma densidade populacional de 434,10 h/km². Tem uma área total de 283,81 km².
Recebeu o estatuto de cidade a 11 de Fevereiro de 1933.